# 郧县人

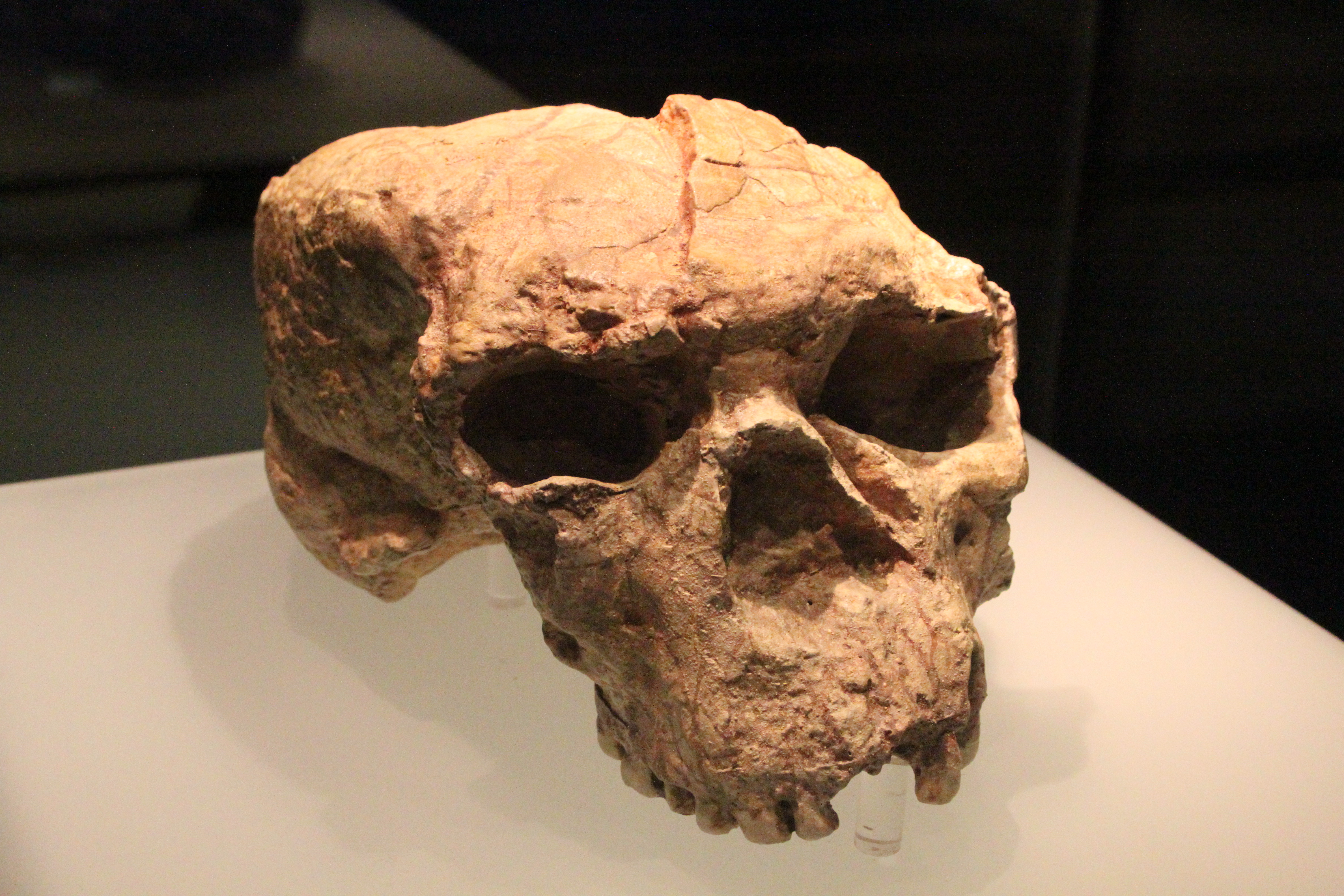
郧县人头骨化石，湖北省博物馆馆藏

郧县人，是指在中华人民共和国湖北省十堰市郧县发现的古人类头骨化石，因出土地名而被中国古人类专家贾兰坡命名为“郧县人” 。
2022年5月18日、1989年5月18日和1950年6月15日先后出土三件化石 ，两个化石分别命名为“梁子”和“青曲” 。“郧县人”距今约130万年前，属于距今73万年前开始出现的晚期“直立人” 。

## 发现
1989年，郧阳举行第三次文物普查。因为此前有人反应郧县青曲镇弥陀寺村村民在汉江边淘金时，曾从沙砾堆中发现过化石。5月18日，来自郧县博物馆和郧西县文化馆的工作人员来到该村进行现场勘察。当日，在弥陀寺村学堂梁子发现了骨化石。第二次挖掘时将头骨的两块枕部找回，并在附近挖掘出100多块石器。
“郧县人”2号头骨“青曲”是中国目前发现的“直立人”阶段人类骨化石中，保存最为完整头骨化石。

## 复原
1990年代，自“郧县人”头骨化石出土后，考古学家一直在寻找复原方法，但由于技术限制，头骨复原工作一直无法开展。因为“郧县人”头骨被挤压变形，脑腔里的软物质已经被坚硬的鈣質胶结物替代，使对头骨化石的复原、观察和测量的难度加大。 
直到2003年5月，湖北省文物考古研究所与武汉大学中南医院计算机断层成像室进行合作，对郧县人头骨的255个层面用计算机断层成像扫描仪扫描，并使用扫描得到的资料建立二维动画和三维动画， 
以及用亚洲晚期直立人中的“爪哇人”和“北京直立人”作为参照，从纵、横方向对头骨复原弧度进行估算。
然后交由法国国家自然历史博物馆古人类研究所，由中、法两国研究人员共同对郧县人2号头骨“青曲”进行计算机复位和修复研究。
通过研究结果测算出“郧县人”的脑容量值为1065毫升左右，接近于“北京直立人”的脑容量平均值1075毫升，表明“郧县人”处于直立人阶段。

## 再次发掘
2003年12月31日，南水北调中线工程开始施工建设。计划2010年向中国北方供水，到时丹江口水库周边方圆300公里的部分区域将被永久淹没，影响涉及学堂梁子遗址所处的湖北省十堰市郧县。虽遗址核心区在坡上，且学堂梁子遗址总计124200平方米，但工程将淹没遗址核心区的外围，也就是坡下部分地区，为防止会对核心区的文物遗址造成影响，2008年2月中旬，湖北省文物局对学堂梁子遗址进行深度发掘，以保护这一重要遗址。

## 新发现
2012年2月，郧县弥陀寺村青曲中学的一位教师杨正林在学堂梁子遗址上发现一把长约15厘米，宽约10厘米，厚约3厘米的石斧，之后杨正林又在附近发现其他石器。经武汉大学考古专家初步鉴定，杨正林发现的这些石器，应该就是新石器时代中晚期人类使用的石器。
2022年9月28日，国家文物局表示於當年5月18日發現第三具郧县人頭骨。